# Nigma puella
Nigma puella är en spindelart som först beskrevs av Simon 1870.  Nigma puella ingår i släktet Nigma och familjen kardarspindlar. Inga underarter finns listade i Catalogue of Life.